# جنگ در ذهن من
جنگ در ذهن من (به انگلیسی: War in My Mind) نهمین آلبوم استودیوی انفرادی بت هارت خواننده-ترانه‌پرداز آمریکایی است که در تاریخ ۲۷ سپتامبر ۲۰۱۹ منتشر شد. این آلبوم توسط راب کاوالو تولید شده‌است. هارت برای حمایت از این آلبوم در سال ۲۰۲۰ به بریتانیا و ایرلند تور برگزار خواهد کرد.

## زمینه
در اطلاعیه انتشار آلبوم، هارت اظهار داشت: "بیش از هر ضبطی که تاکنون ساخته‌ام، در این آهنگ‌ها نسبت به خود بازترم[. . .] در این ضبط، چیزی به من گفت، " بگذار همان چیزی باشد که هست". فکر می‌کنم با نزدیک تر شدن به حقیقت، شروع به پیشرفت کردم؛ و ممکن است من ندانم که حقیقت چیست … اما من با این، مشکلی ندارم. "

## فهرست آهنگ
| شماره      | نام                        | مدت   |
| ---------- | -------------------------- | ----- |
| ۱.         | «Bad Woman Blues»          | ۳:۳۵  |
| ۲.         | «War in My Mind»           | ۴:۲۲  |
| ۳.         | «Without Words in the Way» | ۴:۳۶  |
| ۴.         | «Let It Grow»              | ۴:۵۱  |
| ۵.         | «Try a Little Harder»      | ۳:۵۲  |
| ۶.         | «Sister Dear»              | ۳:۳۴  |
| ۷.         | «Spanish Lullabies»        | ۳:۲۸  |
| ۸.         | «Rub Me for Luck»          | ۴:۳۲  |
| ۹.         | «Sugar Shack»              | ۳:۵۸  |
| ۱۰.        | «Woman Down»               | ۵:۴۸  |
| ۱۱.        | «Thankful»                 | ۴:۲۴  |
| ۱۲.        | «I Need a Hero»            | ۵:۰۱  |
| مجموع مدت: | مجموع مدت:                 | ۵۲:۰۱ |

## عملکرد در جدول فروش
| نمودار (۲۰۱۹)                          | بالاترین وضعیت |
| -------------------------------------- | -------------- |
| آلبوم‌های استرالیایی (ARIA)             | ۶۴             |
| آلبوم‌های اتریشی (آلبوم‌های او۳)         | ۲۶             |
| آلبوم‌های بلژیکی (اولتراتاپ فلاندرز)    | ۱۸             |
| آلبوم‌های بلژیکی (اولتراتاپ والونیا)    | ۳۲             |
| آلبوم‌های چک (سی‌ان‌اس آی‌اف‌پی‌آی)          | ۴۷             |
| آلبوم‌های هلندی (جدول‌های هلند)          | ۹              |
| آلبوم‌های آلمانی (۱۰۰ آلبوم برتر رسمی)  | ۶              |
| آلبوم‌های نروژی (وی‌جی-لیستا)            | ۳۴             |
| آلبوم‌های لهستانی (زدپی‌ای‌وی)            | ۱۵             |
| آلبوم‌های اسکاتلندی (شرکت جدول‌های رسمی) | ۷              |
| آلبوم‌های سوئیسی (جدول موسیقی سوئیس)    | ۱۳             |
| آلبوم‌های بریتانیا (شرکت جدول‌های رسمی)  | ۱۹             |